# Хауге, Ларс Оскар
Ларс О́скар Хауге (норв. Lars Oskar Hauge; род. 17 ноября 1998) — норвежский шахматист, гроссмейстер (2022), тренер. Бронзовый призёр командного чемпионата Норвегии TCh-NOR Codanserien (2016), разделил 3-4 места на чемпионате Норвегии (2022).
В составе национальной сборной — участник командных чемпионатов Европы на 3-й доске: 2021, 2023 с одинаковым результатом (+3-1=5) и командного чемпионата мира 2017 на 4-й доске (5 поражений, 2 ничьи).

## Карьера
В 2013 году Хауге показал хороший результат, заняв 7-е место на сильном опене в Сиджесе. В 2016 году выполнил необходимые требования для звания международного мастера.
Хауге отмечает помощь родителей в своей шахматной карьере. Предпочитает играть в командных турнирах.

## Стиль игры
|   | a | b | c | d | e | f | g | h |   |
| - | --- | --- | --- | --- | --- | --- | --- | --- | - |
| 8 | d8 чёрный ферзь · f8 чёрная ладья · g8 чёрный король · a7 чёрная пешка · b7 чёрная пешка · g7 чёрный конь · h7 чёрная пешка · e6 чёрная пешка · c5 чёрная пешка · d5 чёрная пешка · e5 чёрная ладья · f4 белый конь · g4 белая пешка · d3 белый ферзь · f3 белая ладья · h3 белая пешка · a2 белая пешка · b2 белая пешка · c2 белая пешка · f1 белая ладья · h1 белый король | d8 чёрный ферзь · f8 чёрная ладья · g8 чёрный король · a7 чёрная пешка · b7 чёрная пешка · g7 чёрный конь · h7 чёрная пешка · e6 чёрная пешка · c5 чёрная пешка · d5 чёрная пешка · e5 чёрная ладья · f4 белый конь · g4 белая пешка · d3 белый ферзь · f3 белая ладья · h3 белая пешка · a2 белая пешка · b2 белая пешка · c2 белая пешка · f1 белая ладья · h1 белый король | d8 чёрный ферзь · f8 чёрная ладья · g8 чёрный король · a7 чёрная пешка · b7 чёрная пешка · g7 чёрный конь · h7 чёрная пешка · e6 чёрная пешка · c5 чёрная пешка · d5 чёрная пешка · e5 чёрная ладья · f4 белый конь · g4 белая пешка · d3 белый ферзь · f3 белая ладья · h3 белая пешка · a2 белая пешка · b2 белая пешка · c2 белая пешка · f1 белая ладья · h1 белый король | d8 чёрный ферзь · f8 чёрная ладья · g8 чёрный король · a7 чёрная пешка · b7 чёрная пешка · g7 чёрный конь · h7 чёрная пешка · e6 чёрная пешка · c5 чёрная пешка · d5 чёрная пешка · e5 чёрная ладья · f4 белый конь · g4 белая пешка · d3 белый ферзь · f3 белая ладья · h3 белая пешка · a2 белая пешка · b2 белая пешка · c2 белая пешка · f1 белая ладья · h1 белый король | d8 чёрный ферзь · f8 чёрная ладья · g8 чёрный король · a7 чёрная пешка · b7 чёрная пешка · g7 чёрный конь · h7 чёрная пешка · e6 чёрная пешка · c5 чёрная пешка · d5 чёрная пешка · e5 чёрная ладья · f4 белый конь · g4 белая пешка · d3 белый ферзь · f3 белая ладья · h3 белая пешка · a2 белая пешка · b2 белая пешка · c2 белая пешка · f1 белая ладья · h1 белый король | d8 чёрный ферзь · f8 чёрная ладья · g8 чёрный король · a7 чёрная пешка · b7 чёрная пешка · g7 чёрный конь · h7 чёрная пешка · e6 чёрная пешка · c5 чёрная пешка · d5 чёрная пешка · e5 чёрная ладья · f4 белый конь · g4 белая пешка · d3 белый ферзь · f3 белая ладья · h3 белая пешка · a2 белая пешка · b2 белая пешка · c2 белая пешка · f1 белая ладья · h1 белый король | d8 чёрный ферзь · f8 чёрная ладья · g8 чёрный король · a7 чёрная пешка · b7 чёрная пешка · g7 чёрный конь · h7 чёрная пешка · e6 чёрная пешка · c5 чёрная пешка · d5 чёрная пешка · e5 чёрная ладья · f4 белый конь · g4 белая пешка · d3 белый ферзь · f3 белая ладья · h3 белая пешка · a2 белая пешка · b2 белая пешка · c2 белая пешка · f1 белая ладья · h1 белый король | d8 чёрный ферзь · f8 чёрная ладья · g8 чёрный король · a7 чёрная пешка · b7 чёрная пешка · g7 чёрный конь · h7 чёрная пешка · e6 чёрная пешка · c5 чёрная пешка · d5 чёрная пешка · e5 чёрная ладья · f4 белый конь · g4 белая пешка · d3 белый ферзь · f3 белая ладья · h3 белая пешка · a2 белая пешка · b2 белая пешка · c2 белая пешка · f1 белая ладья · h1 белый король | 8 |
| 7 | d8 чёрный ферзь · f8 чёрная ладья · g8 чёрный король · a7 чёрная пешка · b7 чёрная пешка · g7 чёрный конь · h7 чёрная пешка · e6 чёрная пешка · c5 чёрная пешка · d5 чёрная пешка · e5 чёрная ладья · f4 белый конь · g4 белая пешка · d3 белый ферзь · f3 белая ладья · h3 белая пешка · a2 белая пешка · b2 белая пешка · c2 белая пешка · f1 белая ладья · h1 белый король | d8 чёрный ферзь · f8 чёрная ладья · g8 чёрный король · a7 чёрная пешка · b7 чёрная пешка · g7 чёрный конь · h7 чёрная пешка · e6 чёрная пешка · c5 чёрная пешка · d5 чёрная пешка · e5 чёрная ладья · f4 белый конь · g4 белая пешка · d3 белый ферзь · f3 белая ладья · h3 белая пешка · a2 белая пешка · b2 белая пешка · c2 белая пешка · f1 белая ладья · h1 белый король | d8 чёрный ферзь · f8 чёрная ладья · g8 чёрный король · a7 чёрная пешка · b7 чёрная пешка · g7 чёрный конь · h7 чёрная пешка · e6 чёрная пешка · c5 чёрная пешка · d5 чёрная пешка · e5 чёрная ладья · f4 белый конь · g4 белая пешка · d3 белый ферзь · f3 белая ладья · h3 белая пешка · a2 белая пешка · b2 белая пешка · c2 белая пешка · f1 белая ладья · h1 белый король | d8 чёрный ферзь · f8 чёрная ладья · g8 чёрный король · a7 чёрная пешка · b7 чёрная пешка · g7 чёрный конь · h7 чёрная пешка · e6 чёрная пешка · c5 чёрная пешка · d5 чёрная пешка · e5 чёрная ладья · f4 белый конь · g4 белая пешка · d3 белый ферзь · f3 белая ладья · h3 белая пешка · a2 белая пешка · b2 белая пешка · c2 белая пешка · f1 белая ладья · h1 белый король | d8 чёрный ферзь · f8 чёрная ладья · g8 чёрный король · a7 чёрная пешка · b7 чёрная пешка · g7 чёрный конь · h7 чёрная пешка · e6 чёрная пешка · c5 чёрная пешка · d5 чёрная пешка · e5 чёрная ладья · f4 белый конь · g4 белая пешка · d3 белый ферзь · f3 белая ладья · h3 белая пешка · a2 белая пешка · b2 белая пешка · c2 белая пешка · f1 белая ладья · h1 белый король | d8 чёрный ферзь · f8 чёрная ладья · g8 чёрный король · a7 чёрная пешка · b7 чёрная пешка · g7 чёрный конь · h7 чёрная пешка · e6 чёрная пешка · c5 чёрная пешка · d5 чёрная пешка · e5 чёрная ладья · f4 белый конь · g4 белая пешка · d3 белый ферзь · f3 белая ладья · h3 белая пешка · a2 белая пешка · b2 белая пешка · c2 белая пешка · f1 белая ладья · h1 белый король | d8 чёрный ферзь · f8 чёрная ладья · g8 чёрный король · a7 чёрная пешка · b7 чёрная пешка · g7 чёрный конь · h7 чёрная пешка · e6 чёрная пешка · c5 чёрная пешка · d5 чёрная пешка · e5 чёрная ладья · f4 белый конь · g4 белая пешка · d3 белый ферзь · f3 белая ладья · h3 белая пешка · a2 белая пешка · b2 белая пешка · c2 белая пешка · f1 белая ладья · h1 белый король | d8 чёрный ферзь · f8 чёрная ладья · g8 чёрный король · a7 чёрная пешка · b7 чёрная пешка · g7 чёрный конь · h7 чёрная пешка · e6 чёрная пешка · c5 чёрная пешка · d5 чёрная пешка · e5 чёрная ладья · f4 белый конь · g4 белая пешка · d3 белый ферзь · f3 белая ладья · h3 белая пешка · a2 белая пешка · b2 белая пешка · c2 белая пешка · f1 белая ладья · h1 белый король | 7 |
| 6 | d8 чёрный ферзь · f8 чёрная ладья · g8 чёрный король · a7 чёрная пешка · b7 чёрная пешка · g7 чёрный конь · h7 чёрная пешка · e6 чёрная пешка · c5 чёрная пешка · d5 чёрная пешка · e5 чёрная ладья · f4 белый конь · g4 белая пешка · d3 белый ферзь · f3 белая ладья · h3 белая пешка · a2 белая пешка · b2 белая пешка · c2 белая пешка · f1 белая ладья · h1 белый король | d8 чёрный ферзь · f8 чёрная ладья · g8 чёрный король · a7 чёрная пешка · b7 чёрная пешка · g7 чёрный конь · h7 чёрная пешка · e6 чёрная пешка · c5 чёрная пешка · d5 чёрная пешка · e5 чёрная ладья · f4 белый конь · g4 белая пешка · d3 белый ферзь · f3 белая ладья · h3 белая пешка · a2 белая пешка · b2 белая пешка · c2 белая пешка · f1 белая ладья · h1 белый король | d8 чёрный ферзь · f8 чёрная ладья · g8 чёрный король · a7 чёрная пешка · b7 чёрная пешка · g7 чёрный конь · h7 чёрная пешка · e6 чёрная пешка · c5 чёрная пешка · d5 чёрная пешка · e5 чёрная ладья · f4 белый конь · g4 белая пешка · d3 белый ферзь · f3 белая ладья · h3 белая пешка · a2 белая пешка · b2 белая пешка · c2 белая пешка · f1 белая ладья · h1 белый король | d8 чёрный ферзь · f8 чёрная ладья · g8 чёрный король · a7 чёрная пешка · b7 чёрная пешка · g7 чёрный конь · h7 чёрная пешка · e6 чёрная пешка · c5 чёрная пешка · d5 чёрная пешка · e5 чёрная ладья · f4 белый конь · g4 белая пешка · d3 белый ферзь · f3 белая ладья · h3 белая пешка · a2 белая пешка · b2 белая пешка · c2 белая пешка · f1 белая ладья · h1 белый король | d8 чёрный ферзь · f8 чёрная ладья · g8 чёрный король · a7 чёрная пешка · b7 чёрная пешка · g7 чёрный конь · h7 чёрная пешка · e6 чёрная пешка · c5 чёрная пешка · d5 чёрная пешка · e5 чёрная ладья · f4 белый конь · g4 белая пешка · d3 белый ферзь · f3 белая ладья · h3 белая пешка · a2 белая пешка · b2 белая пешка · c2 белая пешка · f1 белая ладья · h1 белый король | d8 чёрный ферзь · f8 чёрная ладья · g8 чёрный король · a7 чёрная пешка · b7 чёрная пешка · g7 чёрный конь · h7 чёрная пешка · e6 чёрная пешка · c5 чёрная пешка · d5 чёрная пешка · e5 чёрная ладья · f4 белый конь · g4 белая пешка · d3 белый ферзь · f3 белая ладья · h3 белая пешка · a2 белая пешка · b2 белая пешка · c2 белая пешка · f1 белая ладья · h1 белый король | d8 чёрный ферзь · f8 чёрная ладья · g8 чёрный король · a7 чёрная пешка · b7 чёрная пешка · g7 чёрный конь · h7 чёрная пешка · e6 чёрная пешка · c5 чёрная пешка · d5 чёрная пешка · e5 чёрная ладья · f4 белый конь · g4 белая пешка · d3 белый ферзь · f3 белая ладья · h3 белая пешка · a2 белая пешка · b2 белая пешка · c2 белая пешка · f1 белая ладья · h1 белый король | d8 чёрный ферзь · f8 чёрная ладья · g8 чёрный король · a7 чёрная пешка · b7 чёрная пешка · g7 чёрный конь · h7 чёрная пешка · e6 чёрная пешка · c5 чёрная пешка · d5 чёрная пешка · e5 чёрная ладья · f4 белый конь · g4 белая пешка · d3 белый ферзь · f3 белая ладья · h3 белая пешка · a2 белая пешка · b2 белая пешка · c2 белая пешка · f1 белая ладья · h1 белый король | 6 |
| 5 | d8 чёрный ферзь · f8 чёрная ладья · g8 чёрный король · a7 чёрная пешка · b7 чёрная пешка · g7 чёрный конь · h7 чёрная пешка · e6 чёрная пешка · c5 чёрная пешка · d5 чёрная пешка · e5 чёрная ладья · f4 белый конь · g4 белая пешка · d3 белый ферзь · f3 белая ладья · h3 белая пешка · a2 белая пешка · b2 белая пешка · c2 белая пешка · f1 белая ладья · h1 белый король | d8 чёрный ферзь · f8 чёрная ладья · g8 чёрный король · a7 чёрная пешка · b7 чёрная пешка · g7 чёрный конь · h7 чёрная пешка · e6 чёрная пешка · c5 чёрная пешка · d5 чёрная пешка · e5 чёрная ладья · f4 белый конь · g4 белая пешка · d3 белый ферзь · f3 белая ладья · h3 белая пешка · a2 белая пешка · b2 белая пешка · c2 белая пешка · f1 белая ладья · h1 белый король | d8 чёрный ферзь · f8 чёрная ладья · g8 чёрный король · a7 чёрная пешка · b7 чёрная пешка · g7 чёрный конь · h7 чёрная пешка · e6 чёрная пешка · c5 чёрная пешка · d5 чёрная пешка · e5 чёрная ладья · f4 белый конь · g4 белая пешка · d3 белый ферзь · f3 белая ладья · h3 белая пешка · a2 белая пешка · b2 белая пешка · c2 белая пешка · f1 белая ладья · h1 белый король | d8 чёрный ферзь · f8 чёрная ладья · g8 чёрный король · a7 чёрная пешка · b7 чёрная пешка · g7 чёрный конь · h7 чёрная пешка · e6 чёрная пешка · c5 чёрная пешка · d5 чёрная пешка · e5 чёрная ладья · f4 белый конь · g4 белая пешка · d3 белый ферзь · f3 белая ладья · h3 белая пешка · a2 белая пешка · b2 белая пешка · c2 белая пешка · f1 белая ладья · h1 белый король | d8 чёрный ферзь · f8 чёрная ладья · g8 чёрный король · a7 чёрная пешка · b7 чёрная пешка · g7 чёрный конь · h7 чёрная пешка · e6 чёрная пешка · c5 чёрная пешка · d5 чёрная пешка · e5 чёрная ладья · f4 белый конь · g4 белая пешка · d3 белый ферзь · f3 белая ладья · h3 белая пешка · a2 белая пешка · b2 белая пешка · c2 белая пешка · f1 белая ладья · h1 белый король | d8 чёрный ферзь · f8 чёрная ладья · g8 чёрный король · a7 чёрная пешка · b7 чёрная пешка · g7 чёрный конь · h7 чёрная пешка · e6 чёрная пешка · c5 чёрная пешка · d5 чёрная пешка · e5 чёрная ладья · f4 белый конь · g4 белая пешка · d3 белый ферзь · f3 белая ладья · h3 белая пешка · a2 белая пешка · b2 белая пешка · c2 белая пешка · f1 белая ладья · h1 белый король | d8 чёрный ферзь · f8 чёрная ладья · g8 чёрный король · a7 чёрная пешка · b7 чёрная пешка · g7 чёрный конь · h7 чёрная пешка · e6 чёрная пешка · c5 чёрная пешка · d5 чёрная пешка · e5 чёрная ладья · f4 белый конь · g4 белая пешка · d3 белый ферзь · f3 белая ладья · h3 белая пешка · a2 белая пешка · b2 белая пешка · c2 белая пешка · f1 белая ладья · h1 белый король | d8 чёрный ферзь · f8 чёрная ладья · g8 чёрный король · a7 чёрная пешка · b7 чёрная пешка · g7 чёрный конь · h7 чёрная пешка · e6 чёрная пешка · c5 чёрная пешка · d5 чёрная пешка · e5 чёрная ладья · f4 белый конь · g4 белая пешка · d3 белый ферзь · f3 белая ладья · h3 белая пешка · a2 белая пешка · b2 белая пешка · c2 белая пешка · f1 белая ладья · h1 белый король | 5 |
| 4 | d8 чёрный ферзь · f8 чёрная ладья · g8 чёрный король · a7 чёрная пешка · b7 чёрная пешка · g7 чёрный конь · h7 чёрная пешка · e6 чёрная пешка · c5 чёрная пешка · d5 чёрная пешка · e5 чёрная ладья · f4 белый конь · g4 белая пешка · d3 белый ферзь · f3 белая ладья · h3 белая пешка · a2 белая пешка · b2 белая пешка · c2 белая пешка · f1 белая ладья · h1 белый король | d8 чёрный ферзь · f8 чёрная ладья · g8 чёрный король · a7 чёрная пешка · b7 чёрная пешка · g7 чёрный конь · h7 чёрная пешка · e6 чёрная пешка · c5 чёрная пешка · d5 чёрная пешка · e5 чёрная ладья · f4 белый конь · g4 белая пешка · d3 белый ферзь · f3 белая ладья · h3 белая пешка · a2 белая пешка · b2 белая пешка · c2 белая пешка · f1 белая ладья · h1 белый король | d8 чёрный ферзь · f8 чёрная ладья · g8 чёрный король · a7 чёрная пешка · b7 чёрная пешка · g7 чёрный конь · h7 чёрная пешка · e6 чёрная пешка · c5 чёрная пешка · d5 чёрная пешка · e5 чёрная ладья · f4 белый конь · g4 белая пешка · d3 белый ферзь · f3 белая ладья · h3 белая пешка · a2 белая пешка · b2 белая пешка · c2 белая пешка · f1 белая ладья · h1 белый король | d8 чёрный ферзь · f8 чёрная ладья · g8 чёрный король · a7 чёрная пешка · b7 чёрная пешка · g7 чёрный конь · h7 чёрная пешка · e6 чёрная пешка · c5 чёрная пешка · d5 чёрная пешка · e5 чёрная ладья · f4 белый конь · g4 белая пешка · d3 белый ферзь · f3 белая ладья · h3 белая пешка · a2 белая пешка · b2 белая пешка · c2 белая пешка · f1 белая ладья · h1 белый король | d8 чёрный ферзь · f8 чёрная ладья · g8 чёрный король · a7 чёрная пешка · b7 чёрная пешка · g7 чёрный конь · h7 чёрная пешка · e6 чёрная пешка · c5 чёрная пешка · d5 чёрная пешка · e5 чёрная ладья · f4 белый конь · g4 белая пешка · d3 белый ферзь · f3 белая ладья · h3 белая пешка · a2 белая пешка · b2 белая пешка · c2 белая пешка · f1 белая ладья · h1 белый король | d8 чёрный ферзь · f8 чёрная ладья · g8 чёрный король · a7 чёрная пешка · b7 чёрная пешка · g7 чёрный конь · h7 чёрная пешка · e6 чёрная пешка · c5 чёрная пешка · d5 чёрная пешка · e5 чёрная ладья · f4 белый конь · g4 белая пешка · d3 белый ферзь · f3 белая ладья · h3 белая пешка · a2 белая пешка · b2 белая пешка · c2 белая пешка · f1 белая ладья · h1 белый король | d8 чёрный ферзь · f8 чёрная ладья · g8 чёрный король · a7 чёрная пешка · b7 чёрная пешка · g7 чёрный конь · h7 чёрная пешка · e6 чёрная пешка · c5 чёрная пешка · d5 чёрная пешка · e5 чёрная ладья · f4 белый конь · g4 белая пешка · d3 белый ферзь · f3 белая ладья · h3 белая пешка · a2 белая пешка · b2 белая пешка · c2 белая пешка · f1 белая ладья · h1 белый король | d8 чёрный ферзь · f8 чёрная ладья · g8 чёрный король · a7 чёрная пешка · b7 чёрная пешка · g7 чёрный конь · h7 чёрная пешка · e6 чёрная пешка · c5 чёрная пешка · d5 чёрная пешка · e5 чёрная ладья · f4 белый конь · g4 белая пешка · d3 белый ферзь · f3 белая ладья · h3 белая пешка · a2 белая пешка · b2 белая пешка · c2 белая пешка · f1 белая ладья · h1 белый король | 4 |
| 3 | d8 чёрный ферзь · f8 чёрная ладья · g8 чёрный король · a7 чёрная пешка · b7 чёрная пешка · g7 чёрный конь · h7 чёрная пешка · e6 чёрная пешка · c5 чёрная пешка · d5 чёрная пешка · e5 чёрная ладья · f4 белый конь · g4 белая пешка · d3 белый ферзь · f3 белая ладья · h3 белая пешка · a2 белая пешка · b2 белая пешка · c2 белая пешка · f1 белая ладья · h1 белый король | d8 чёрный ферзь · f8 чёрная ладья · g8 чёрный король · a7 чёрная пешка · b7 чёрная пешка · g7 чёрный конь · h7 чёрная пешка · e6 чёрная пешка · c5 чёрная пешка · d5 чёрная пешка · e5 чёрная ладья · f4 белый конь · g4 белая пешка · d3 белый ферзь · f3 белая ладья · h3 белая пешка · a2 белая пешка · b2 белая пешка · c2 белая пешка · f1 белая ладья · h1 белый король | d8 чёрный ферзь · f8 чёрная ладья · g8 чёрный король · a7 чёрная пешка · b7 чёрная пешка · g7 чёрный конь · h7 чёрная пешка · e6 чёрная пешка · c5 чёрная пешка · d5 чёрная пешка · e5 чёрная ладья · f4 белый конь · g4 белая пешка · d3 белый ферзь · f3 белая ладья · h3 белая пешка · a2 белая пешка · b2 белая пешка · c2 белая пешка · f1 белая ладья · h1 белый король | d8 чёрный ферзь · f8 чёрная ладья · g8 чёрный король · a7 чёрная пешка · b7 чёрная пешка · g7 чёрный конь · h7 чёрная пешка · e6 чёрная пешка · c5 чёрная пешка · d5 чёрная пешка · e5 чёрная ладья · f4 белый конь · g4 белая пешка · d3 белый ферзь · f3 белая ладья · h3 белая пешка · a2 белая пешка · b2 белая пешка · c2 белая пешка · f1 белая ладья · h1 белый король | d8 чёрный ферзь · f8 чёрная ладья · g8 чёрный король · a7 чёрная пешка · b7 чёрная пешка · g7 чёрный конь · h7 чёрная пешка · e6 чёрная пешка · c5 чёрная пешка · d5 чёрная пешка · e5 чёрная ладья · f4 белый конь · g4 белая пешка · d3 белый ферзь · f3 белая ладья · h3 белая пешка · a2 белая пешка · b2 белая пешка · c2 белая пешка · f1 белая ладья · h1 белый король | d8 чёрный ферзь · f8 чёрная ладья · g8 чёрный король · a7 чёрная пешка · b7 чёрная пешка · g7 чёрный конь · h7 чёрная пешка · e6 чёрная пешка · c5 чёрная пешка · d5 чёрная пешка · e5 чёрная ладья · f4 белый конь · g4 белая пешка · d3 белый ферзь · f3 белая ладья · h3 белая пешка · a2 белая пешка · b2 белая пешка · c2 белая пешка · f1 белая ладья · h1 белый король | d8 чёрный ферзь · f8 чёрная ладья · g8 чёрный король · a7 чёрная пешка · b7 чёрная пешка · g7 чёрный конь · h7 чёрная пешка · e6 чёрная пешка · c5 чёрная пешка · d5 чёрная пешка · e5 чёрная ладья · f4 белый конь · g4 белая пешка · d3 белый ферзь · f3 белая ладья · h3 белая пешка · a2 белая пешка · b2 белая пешка · c2 белая пешка · f1 белая ладья · h1 белый король | d8 чёрный ферзь · f8 чёрная ладья · g8 чёрный король · a7 чёрная пешка · b7 чёрная пешка · g7 чёрный конь · h7 чёрная пешка · e6 чёрная пешка · c5 чёрная пешка · d5 чёрная пешка · e5 чёрная ладья · f4 белый конь · g4 белая пешка · d3 белый ферзь · f3 белая ладья · h3 белая пешка · a2 белая пешка · b2 белая пешка · c2 белая пешка · f1 белая ладья · h1 белый король | 3 |
| 2 | d8 чёрный ферзь · f8 чёрная ладья · g8 чёрный король · a7 чёрная пешка · b7 чёрная пешка · g7 чёрный конь · h7 чёрная пешка · e6 чёрная пешка · c5 чёрная пешка · d5 чёрная пешка · e5 чёрная ладья · f4 белый конь · g4 белая пешка · d3 белый ферзь · f3 белая ладья · h3 белая пешка · a2 белая пешка · b2 белая пешка · c2 белая пешка · f1 белая ладья · h1 белый король | d8 чёрный ферзь · f8 чёрная ладья · g8 чёрный король · a7 чёрная пешка · b7 чёрная пешка · g7 чёрный конь · h7 чёрная пешка · e6 чёрная пешка · c5 чёрная пешка · d5 чёрная пешка · e5 чёрная ладья · f4 белый конь · g4 белая пешка · d3 белый ферзь · f3 белая ладья · h3 белая пешка · a2 белая пешка · b2 белая пешка · c2 белая пешка · f1 белая ладья · h1 белый король | d8 чёрный ферзь · f8 чёрная ладья · g8 чёрный король · a7 чёрная пешка · b7 чёрная пешка · g7 чёрный конь · h7 чёрная пешка · e6 чёрная пешка · c5 чёрная пешка · d5 чёрная пешка · e5 чёрная ладья · f4 белый конь · g4 белая пешка · d3 белый ферзь · f3 белая ладья · h3 белая пешка · a2 белая пешка · b2 белая пешка · c2 белая пешка · f1 белая ладья · h1 белый король | d8 чёрный ферзь · f8 чёрная ладья · g8 чёрный король · a7 чёрная пешка · b7 чёрная пешка · g7 чёрный конь · h7 чёрная пешка · e6 чёрная пешка · c5 чёрная пешка · d5 чёрная пешка · e5 чёрная ладья · f4 белый конь · g4 белая пешка · d3 белый ферзь · f3 белая ладья · h3 белая пешка · a2 белая пешка · b2 белая пешка · c2 белая пешка · f1 белая ладья · h1 белый король | d8 чёрный ферзь · f8 чёрная ладья · g8 чёрный король · a7 чёрная пешка · b7 чёрная пешка · g7 чёрный конь · h7 чёрная пешка · e6 чёрная пешка · c5 чёрная пешка · d5 чёрная пешка · e5 чёрная ладья · f4 белый конь · g4 белая пешка · d3 белый ферзь · f3 белая ладья · h3 белая пешка · a2 белая пешка · b2 белая пешка · c2 белая пешка · f1 белая ладья · h1 белый король | d8 чёрный ферзь · f8 чёрная ладья · g8 чёрный король · a7 чёрная пешка · b7 чёрная пешка · g7 чёрный конь · h7 чёрная пешка · e6 чёрная пешка · c5 чёрная пешка · d5 чёрная пешка · e5 чёрная ладья · f4 белый конь · g4 белая пешка · d3 белый ферзь · f3 белая ладья · h3 белая пешка · a2 белая пешка · b2 белая пешка · c2 белая пешка · f1 белая ладья · h1 белый король | d8 чёрный ферзь · f8 чёрная ладья · g8 чёрный король · a7 чёрная пешка · b7 чёрная пешка · g7 чёрный конь · h7 чёрная пешка · e6 чёрная пешка · c5 чёрная пешка · d5 чёрная пешка · e5 чёрная ладья · f4 белый конь · g4 белая пешка · d3 белый ферзь · f3 белая ладья · h3 белая пешка · a2 белая пешка · b2 белая пешка · c2 белая пешка · f1 белая ладья · h1 белый король | d8 чёрный ферзь · f8 чёрная ладья · g8 чёрный король · a7 чёрная пешка · b7 чёрная пешка · g7 чёрный конь · h7 чёрная пешка · e6 чёрная пешка · c5 чёрная пешка · d5 чёрная пешка · e5 чёрная ладья · f4 белый конь · g4 белая пешка · d3 белый ферзь · f3 белая ладья · h3 белая пешка · a2 белая пешка · b2 белая пешка · c2 белая пешка · f1 белая ладья · h1 белый король | 2 |
| 1 | d8 чёрный ферзь · f8 чёрная ладья · g8 чёрный король · a7 чёрная пешка · b7 чёрная пешка · g7 чёрный конь · h7 чёрная пешка · e6 чёрная пешка · c5 чёрная пешка · d5 чёрная пешка · e5 чёрная ладья · f4 белый конь · g4 белая пешка · d3 белый ферзь · f3 белая ладья · h3 белая пешка · a2 белая пешка · b2 белая пешка · c2 белая пешка · f1 белая ладья · h1 белый король | d8 чёрный ферзь · f8 чёрная ладья · g8 чёрный король · a7 чёрная пешка · b7 чёрная пешка · g7 чёрный конь · h7 чёрная пешка · e6 чёрная пешка · c5 чёрная пешка · d5 чёрная пешка · e5 чёрная ладья · f4 белый конь · g4 белая пешка · d3 белый ферзь · f3 белая ладья · h3 белая пешка · a2 белая пешка · b2 белая пешка · c2 белая пешка · f1 белая ладья · h1 белый король | d8 чёрный ферзь · f8 чёрная ладья · g8 чёрный король · a7 чёрная пешка · b7 чёрная пешка · g7 чёрный конь · h7 чёрная пешка · e6 чёрная пешка · c5 чёрная пешка · d5 чёрная пешка · e5 чёрная ладья · f4 белый конь · g4 белая пешка · d3 белый ферзь · f3 белая ладья · h3 белая пешка · a2 белая пешка · b2 белая пешка · c2 белая пешка · f1 белая ладья · h1 белый король | d8 чёрный ферзь · f8 чёрная ладья · g8 чёрный король · a7 чёрная пешка · b7 чёрная пешка · g7 чёрный конь · h7 чёрная пешка · e6 чёрная пешка · c5 чёрная пешка · d5 чёрная пешка · e5 чёрная ладья · f4 белый конь · g4 белая пешка · d3 белый ферзь · f3 белая ладья · h3 белая пешка · a2 белая пешка · b2 белая пешка · c2 белая пешка · f1 белая ладья · h1 белый король | d8 чёрный ферзь · f8 чёрная ладья · g8 чёрный король · a7 чёрная пешка · b7 чёрная пешка · g7 чёрный конь · h7 чёрная пешка · e6 чёрная пешка · c5 чёрная пешка · d5 чёрная пешка · e5 чёрная ладья · f4 белый конь · g4 белая пешка · d3 белый ферзь · f3 белая ладья · h3 белая пешка · a2 белая пешка · b2 белая пешка · c2 белая пешка · f1 белая ладья · h1 белый король | d8 чёрный ферзь · f8 чёрная ладья · g8 чёрный король · a7 чёрная пешка · b7 чёрная пешка · g7 чёрный конь · h7 чёрная пешка · e6 чёрная пешка · c5 чёрная пешка · d5 чёрная пешка · e5 чёрная ладья · f4 белый конь · g4 белая пешка · d3 белый ферзь · f3 белая ладья · h3 белая пешка · a2 белая пешка · b2 белая пешка · c2 белая пешка · f1 белая ладья · h1 белый король | d8 чёрный ферзь · f8 чёрная ладья · g8 чёрный король · a7 чёрная пешка · b7 чёрная пешка · g7 чёрный конь · h7 чёрная пешка · e6 чёрная пешка · c5 чёрная пешка · d5 чёрная пешка · e5 чёрная ладья · f4 белый конь · g4 белая пешка · d3 белый ферзь · f3 белая ладья · h3 белая пешка · a2 белая пешка · b2 белая пешка · c2 белая пешка · f1 белая ладья · h1 белый король | d8 чёрный ферзь · f8 чёрная ладья · g8 чёрный король · a7 чёрная пешка · b7 чёрная пешка · g7 чёрный конь · h7 чёрная пешка · e6 чёрная пешка · c5 чёрная пешка · d5 чёрная пешка · e5 чёрная ладья · f4 белый конь · g4 белая пешка · d3 белый ферзь · f3 белая ладья · h3 белая пешка · a2 белая пешка · b2 белая пешка · c2 белая пешка · f1 белая ладья · h1 белый король | 1 |
|   | a | b | c | d | e | f | g | h |   |

В решающие моменты создаёт трудности противникам, использует тактические возможности позиции.
В позиции на диаграмме Хауге играет Фd1, после чего создаётся угроза Кd3 с нападением на ладью e5, а также вскрытое нападение на ладью f8, чёрные этого не заметили и, оставшись без ладьи, сдались через 1 ход.